# Yves Gabias
Yves Gabias (né le 8 décembre 1920 à Montréal, mort le 25 mars 2002 à Trois-Rivières) est un avocat, un juge et un homme politique canadien (québécois).  Il a été député de la circonscription de Trois-Rivières à l'Assemblée nationale du Québec de 1960 à 1969 et ministre de 1966 à 1969.

## Biographie
Il est le fils de Joseph-Maurice Gabias, courtier d'assurances, et d'Yvonne Bariteau.  Son père est actif en politique et est conseiller municipal de Montréal de 1921 à 1934, président du comité exécutif de Montréal de 1932 à 1934 et député de Montréal Saint-Henri à l'Assemblée législative du Québec de 1931 à sa mort en 1935.
Yves Gabias étudie au collège de Montréal, au collège Brébeuf et à l'Université de Montréal. Il devient membre du Barreau du Québec en 1944.  Il pratique le droit à Montréal de 1944 à 1945 puis à Trois-Rivières de 1945 à 1959.  Il épouse Monique Fugère le 18 octobre 1947 à Trois-Rivières.  De 1955 à 1959, il est substitut du Procureur général pour le district de Trois-Rivières.  En 1958, il est nommé juge à la Cour des sessions de la paix à Trois-Rivières, fonction dont il démissionne le 24 février 1960.  Il est le père d'André Gabias, qui sera plus tard lui aussi député de Trois-Rivières de 2003 à 2007.

## Carrière politique
Yves Gabias est élu député de l'Union nationale à l'Assemblée nationale du Québec dans la circonscription de Trois-Rivières lors de l'élection générale québécoise du 22 juin 1960. Il succède à ce poste à Maurice Duplessis, mort en septembre 1959.  Il est réélu lors l'élection générale de 1962 et celle de 1966.
Il est nommé Secrétaire de la province (16 juin 1966 au 2 octobre 1968) dans le gouvernement de Daniel Johnson.  Il est nommé Secrétaire de la province (2 au 10 octobre 1968), puis ministre des Institutions financières, compagnies et coopératives (10 octobre 1968 au 29 avril 1969) et ministre de l'Immigration (3 décembre 1968 au 28 mars 1969) dans le gouvernement de Jean-Jacques Bertrand. Le 29 avril 1969, il démissionne et quitte la vie politique pour devenir juge à la Cour provinciale à Trois-Rivières, fonction qu'il occupe jusqu'en 1990.